# Trichoxys longipes
Trichoxys longipes là một loài bọ cánh cứng trong họ Cerambycidae.